# Maison du Boulanger
La maison du Boulanger est un édifice situé dans la ville de Troyes, dans l'Aube en région Grand Est.

## Histoire
Le siècle de la campagne de construction est le XVIe siècle.
Les façades et les toitures sont inscrites au titre des monuments historiques par arrêté du 6 décembre 1958.